# Центральная площадь (Ижевск)
Центра́льная пло́щадь (удм. Шор карлуд, Шор площадь) — главная площадь Ижевска, его культурный и общественно-политический центр].
Площадь находится в Октябрьском районе Ижевска, в центральной части города. Пролегает от улицы Пушкинской до улицы Карла Маркса. Построена во второй половине XX века в соответствии с генпланом города. Расположена почти в километре к востоку от набережной Ижевского пруда, на одной из самых высоких точек города. Территория площади вытянута в длину с востока на запад и ограничена с востока — Пушкинской улицей, с запада — улицей Карла Маркса, с севера — улицей Наговицына и с юга — улицей Лихвинцева.
Центральная площадь начинается от республиканского Дома правительства на улице Пушкинской и проходит на запад вдоль улицы Наговицына по направлению к набережной пруда. У кинотеатра «Россия» площадь заканчивается пешеходным мостом над улицей Карла Маркса. Мост в свою очередь переходит в эспланаду, спускающуюся вниз к улице Максима Горького и расположенной за ней площади монумента «Навеки с Россией». За монументом начинается лестничный спуск, который приводит на набережную зодчего Дудина.
Таким образом, Центральная площадь является частью ансамбля эспланады Ижевска, объединяющего несколько бульваров, площадей и набережную пруда.

## История
В XIX веке роль главной площади Ижевского посёлка выполняла Базарная площадь, располагавшаяся на месте сегодняшнего Летнего сада им. Горького. Территория же, на которой сегодня раскинулась Центральная площадь, в тот период была частью огромной, но плохо благоустроенной Михайловской площади. На этой территории находились казармы воинской части и сушильные сараи ложевой фабрики.
После революции Михайловская площадь была переименована в Красную, и городской центр переместился туда. Именно на Красной площади в довоенный период проходили политические шествия и демонстрации.
После Великой Отечественной войны был принят новый генеральный план Ижевска, который предусматривал перенос центра ещё дальше — в район улицы Пушкинской. В 1961 году в районе будущей площади начались строительные работы. На месте снесённых сушильных сараев было построено административное здание Совмина УАССР (сегодня — Дом правительства). В 1965 году была сдана первая очередь гостиницы «Ижевск» (сегодня — «Центральная»).
К концу 1960-х годов казарменные бараки были окончательно снесены, были построены широкоформатный кинотеатр «Россия», Центральный универмаг — новая площадь постепенно приобретала современные очертания. 5 марта 1970 года исполком Ижевского горсовета присвоил площади имя — Центральная.
В 1970—1980-е годы строительство архитектурного ансамбля площади продолжилось. 14 декабря 1975 года открылся Дворец культуры «Металлург». Весной 1977 года на площади началось строительство пешеходного моста через трамвайные пути по улице Карла Маркса. В 1984 году на площади открылось новое здание музыкального театра УАССР (Театр оперы и балета).
17 ноября 2004 года на брусчатке площади был установлен символический знак нулевого километра автодорог Удмуртии.
В 2008 году была проведена реконструкция восточной части Центральной площади с заменой брусчатки и строительством светомузыкального фонтана.
4 ноября 2010 года в день 90-летия государственности Удмуртской Республики на площади был установлен талисман Ижевска — скульптура Ижик.
19 сентября 2019 года была завершена масштабная реконструкция двух из трёх очередей площади. Обновлением площади занималась архитектор Любовь Варламова (супруга Ильи Варламова). На реконструкцию было потрачено 227000000 рублей.

## Современность
На Центральной площади проходят главные культурно-массовые мероприятия города и республики. Площадь является основным местом проведения различных политических акций: митингов, демонстраций, пикетов. В праздничные дни на площади проходят народные гуляния, проводятся парады, устраиваются концерты для ижевчан и гостей столицы.
26 мая 2012 года на площади была организована прямая трансляция финала конкурса «Евровидение-2012» с участием «Бурановских бабушек». Поддержать Удмуртию в финале конкурса в этот день пришли около 3 500 человек.

## Здания и сооружения
- Дом Правительства Удмуртской Республики
- Театр оперы и балета Удмуртской Республики
- Отель «Park Inn»
- Доска почёта Удмуртии
- Торговый центр «ЦУМ» (Центральный универмаг)
- Выставочный центр «Галерея»
- Кинотеатр «Россия»
- Дворец культуры «Металлург»
- Гостиница «АМАКС Центральная»
- Светомузыкальный фонтан
- Памятник Ижику (талисман Ижевска)
- Жилой комплекс «Колизей»

## Транспорт
- Остановка «Центральная площадь»: автобусы № 19, 26, 28, 39, 281; троллейбусы № 1, 4, 7.
- Станция трамвая «Центральный универмаг»: маршруты № 1, 2, 4, 9, 10.

## Галерея

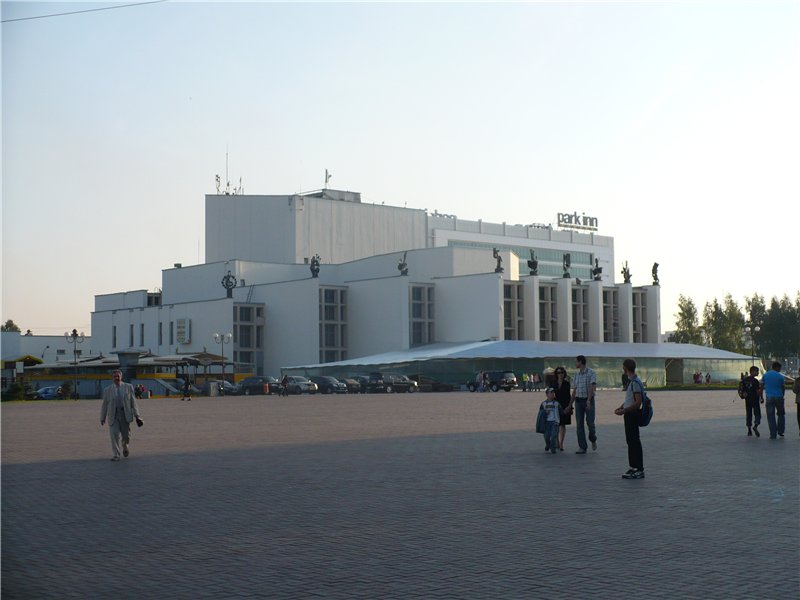
Театр оперы и балета
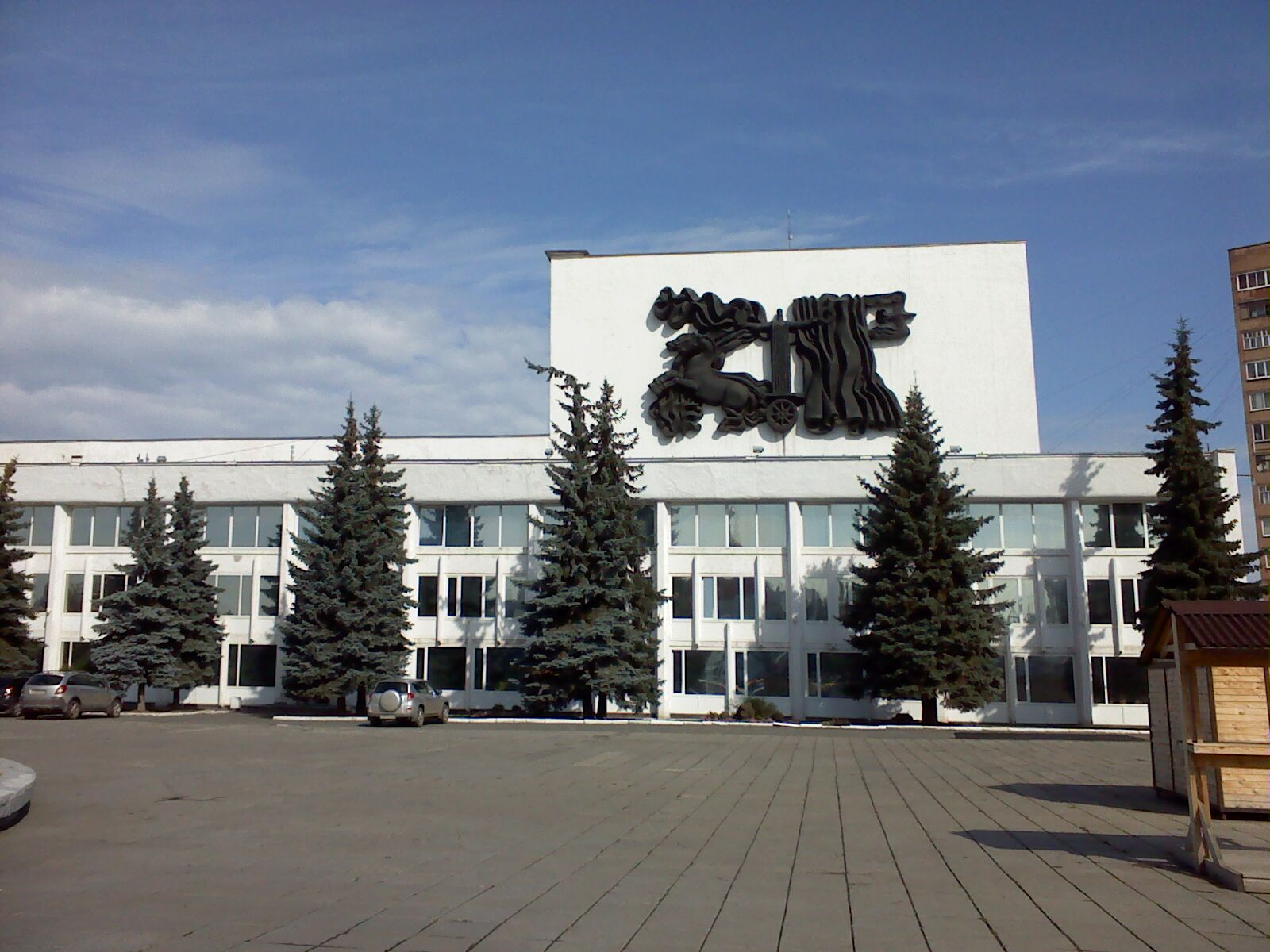
ДК «Металлург»
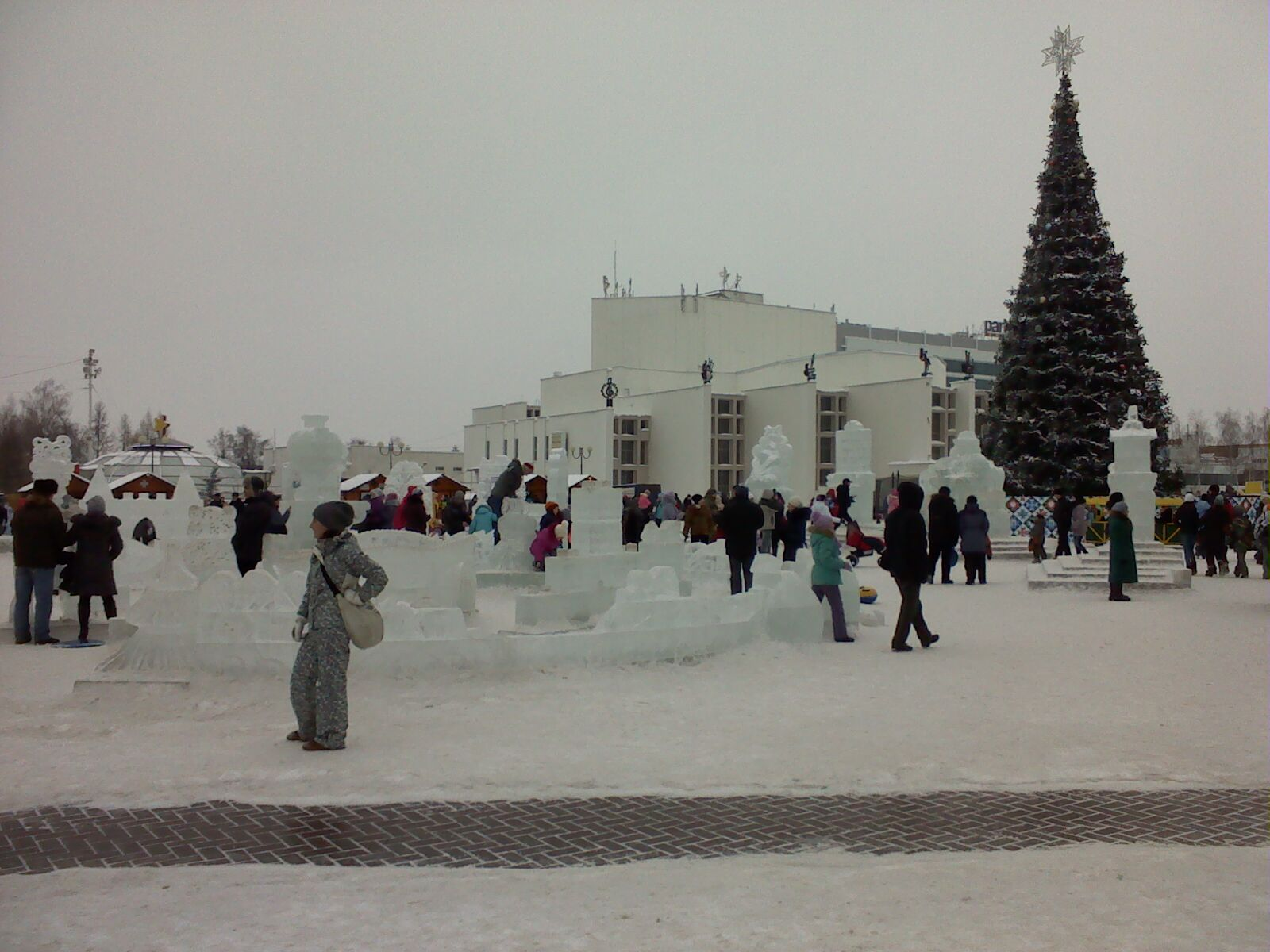
Ледовый городок на площади
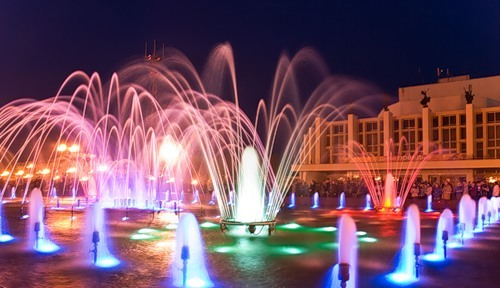
«Поющий фонтан» на площади
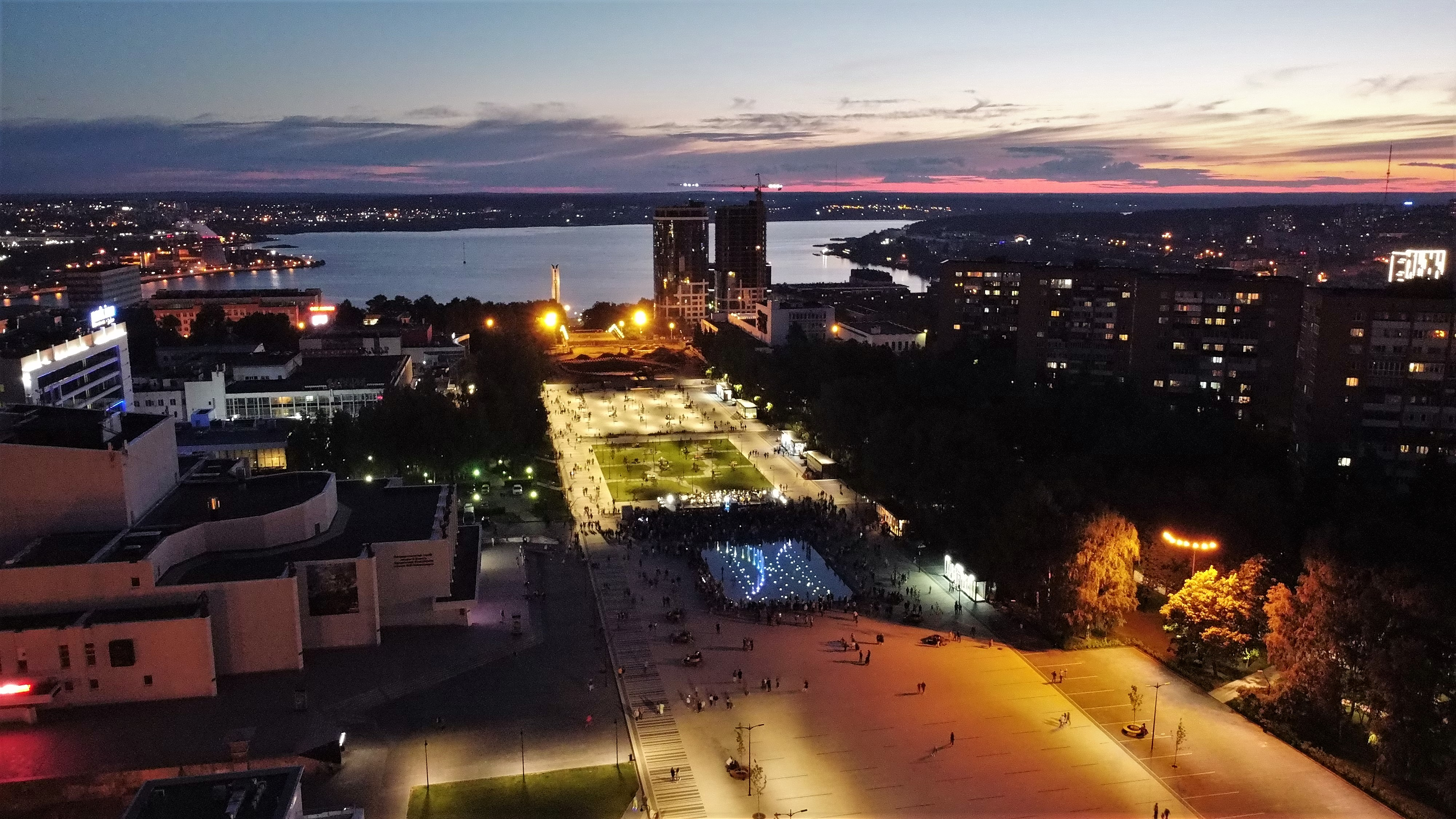
Вид с высоты вечером